# Vessel (музыкант)
Вессель, также известный как Себастьян Гейнсборо — музыкальный продюсер и композитор из Бристоля, Англия.

## Музыкальная карьера
Электронный продюсер и композитор Себ Гейнсборо (Вессель) начал свою карьеру в качестве продюсера басовой экспериментальной электронной музыки как в качестве сольного исполнителя, так и под различными псевдонимами вместе с бристольским коллективом Young Echo, в первую очередь как участника Killing Sound.
После ряда ограниченных выпусков 12-дюймовых EP на лондонском лейбле Left Blank и EP на дочерней компании Mute Records , Liberation Technologies, Tri Angle Records выпустила сольный альбом Гейнсборо «Vessel».
Его три альбома, выпущенные компанией Tri Angle — Order of Noise , Punish, Honey и Queen of Golden Dogs получили широкое признание, набрав в среднем 78/100 на агрегаторе рецензий Metacritic.
Наряду с выпуском студийных альбомов Гейнсборо в последние годы стал все более известен своей совместной практикой, особенно в отношении его сотрудничества как с классическими инструменталистами, так и с исполнителями AV. Примечательно, что он активно сотрудничал с визуальным художником Педро Майей, современными классическими коллективами Immix Ensemble  и Manchester Collective, известным скрипачом Ракхи Сингхом  и известным визуальным художником Анук де Клерк.
В июле 2020 года Гейнсборо объявил о запуске нового музыкального издательства Paplu в сотрудничестве с давним соавтором, скрипачом Ракхи Сингхом. Чтобы отметить это, была выпущена новая редакция Red Sex 2014 года с участием Сингха, играющего на альте и скрипке. За этим последовала Passion в ноябре 2020 года, длинная работа для струнных, электроники и голоса, начавшаяся с видео Педро Майи. Также было объявлено о выпуске еще двух релизов Paplu в течение следующих 12 месяцев, хотя на данный момент никаких подробностей обнародовано не было.

## Дискография

### Альбомы
| 2012 | Order of Noise (Tri Angle Records)       |
| 2014 | Punish, Honey (Tri Angle Records)        |
| 2018 | Queen of Golden Dogs (Tri Angle Records) |

### Мини-альбомы
| 2010 | VeElSkSiEdL with El Kid (Astro:Dynamics)                   |
| 2011 | Wax Dance (A Future Without)                               |
| 2011 | Nylon Sunset (Left Blank)                                  |
| 2012 | Standard (Left Blank)                                      |
| 2013 | Misery Is A Communicable Disease (Liberation Technologies) |
| 2016 | Transition with Immix Ensemble (Erased Tapes Records)      |
| 2020 | Passion (Paplu)                                            |

### Синглы
| 2014 | Red Sex (Tri Angle Records)                         |
| 2018 | Paplu (Love That Moves The Sun) (Tri Angle Records) |
| 2020 | Red Sex (Re-Strung) featuring Rakhi Singh (Paplu)   |

### Ремиксы
| 2012 | Liars — Brats (Vessel Elliptic Remix)                 |
| 2013 | El Kid — We Need Mirrors (Vessel Psychosis Mix)       |
| 2013 | El Perro del Mar — Hold Off the Dawn (Vessel Remix)   |
| 2013 | Hyetal — Northwest Passage (Vessel Remix)             |
| 2013 | Ike Yard — Cherish8 (Vessel Remix)                    |
| 2017 | HEALTH — Dark Enough (Vessel RMX)                     |
| 2019 | Just Mustard — Seven (Vessel Remix)                   |
| 2020 | Foals — Exits (Vessel Remix)                          |
| 2021 | Lyra Pramuk — fountain (ars amatoria) (Vessel Rework) |

### Саундтреки
| 2022 (22 апреля) | Варяг, режиссер Роберт Эггерс — композитор (совместная композиция с Робином Кэроланом) |